# Windows Aero
Windows Aero fue una interfaz gráfica incluida en Windows Vista y Windows 7, que sustituyó a la Interfaz gráfica Luna utilizada en Windows XP. Éste estilo apareció por primera vez en Windows Longhorn. Aero apareció en las versiones finales de Windows Vista el 30 de enero de 2007, día en el que fue lanzada la versión Release to Manufacturing (RTM) y algunos meses antes en las versiones Corporate. Fue retirada con el lanzamiento de Windows 8 el 26 de octubre de 2012, cuando fue reemplazada por la «Modern UI».
La conformación de la palabra AERO, según Microsoft, proviene del retroacrónimo Authentic, Energetic, Reflective and Open, ‘Auténtico, Energético, Reflectivo y Abierto’.

## Descripción
Windows Aero ofrecía diferentes estilos de ventanas y barras de tareas que adoptaban una apariencia uniforme para integrarse adecuadamente con la interfaz de usuario. Dependiendo de la edición de Windows que se utilizaba, el sistema se veía afectado de distintas maneras:
- Windows Aero Basic: era un tema opaco con un tono ligeramente azulado que se empleaba en la versión Home Basic y en otras ediciones cuando el rendimiento comenzaba a disminuir o el sistema no cumplía con los requisitos mínimos para soportar su contraparte más avanzada. Este tema no permitía el acceso a características de efectos especiales como Windows Flip, Flip 3D, entre otros.

- Windows Aero Glass: era un tema que se utilizaba comúnmente en las versiones Home Premium, Business/Professional (en Windows 7) y Ultimate. Podía activarse cuando el equipo estaba clasificado como Windows Premium Ready PC. Este tema permitía el acceso a las características más atractivas del sistema, como el efecto transparente que lo caracterizaba.

Windows Vista y Windows 7 empleaban una herramienta llamada Windows System Assessment Tool (WINSAT), que se ejecutaba automáticamente durante la instalación del sistema y también cuando se modificaba la configuración del PC. El sistema operativo utilizaba esta información para determinar, entre otras cosas, qué modalidad de Aero podía ejecutarse y si el ordenador estaba capacitado para reproducir vídeo en alta definición. Estos datos incluían información relevante acerca de la CPU, la memoria principal, el rendimiento del disco duro, etc. Además, Aero por sí mismo era capaz de realizar dibujos vectoriales y aprovechar la capacidad del Pixel Shader.

## Legado

### Frutiger Aero

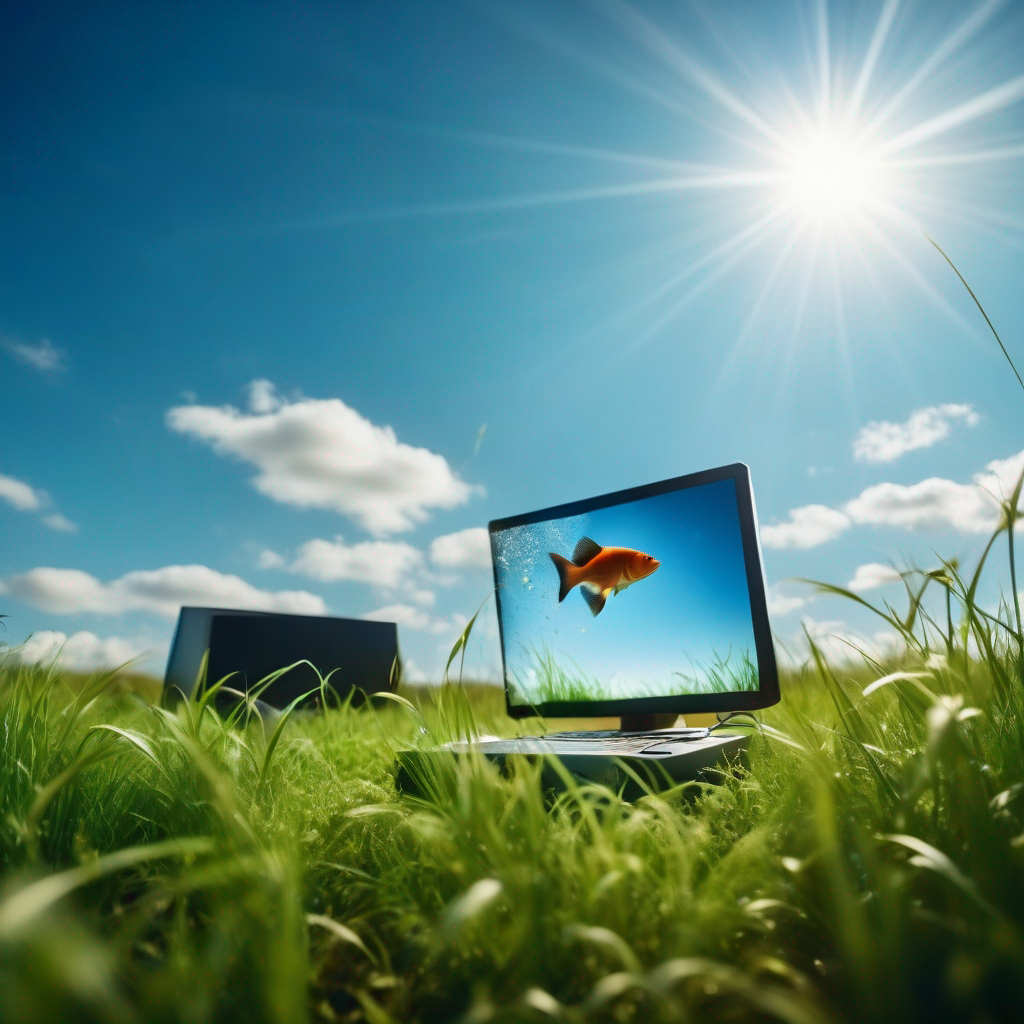
Imagen que muestra algunas de las características de Frutiger Aero. (Imagen generada con IA)

Retrospectivamente, se ha identificado como un estilo de diseño, una estética de Internet y una tendencia de diseño de interfaz gráfica (IGU/GUI) llamado Frutiger Aero, que fue popular aproximadamente desde 2004 hasta 2013.
Frutiger Aero se caracteriza por temas modernos y orgánicos asociados con la naturaleza, el vidrio, el agua y el aire. Las características comunes de Frutiger Aero incluyen texturas brillantes y relucientes, renders CGI de escenas que combinan naturaleza y tecnología, césped, transparencia, destellos, burbujas, simbolismo de la naturaleza, una paleta de colores terciarios, fotografía bokeh y elementos de diseño esqueuomórfico.
El término Frutiger Aero fue acuñado por Sofi Lee en 2017, como una combinación de Aero y la tipografía Frutiger, que era popular en los materiales corporativos de la época.

## Características
Windows Aero añadió a Windows Vista y Windows 7 las siguientes características: 

### Aero Glass
Consistía en un efecto tridimensional cristalino en los bordes de las ventanas, permitiendo ver a través de ellas, así como en la barra de herramientas y en el menú Inicio. Además, daba a los botones del Reproductor de Windows Media, Internet Explorer y otros programas un aspecto de piedras preciosas, incluyendo los botones de las aplicaciones abiertas en la barra de tareas. Era posible cambiar el color transparente por otro de la colección de colores de Aero, con una amplia gama de opciones. La transparencia u opacidad podían alternarse desde el Panel de Control.

### Windows Flip
Esta función complementaba el tradicional Alt+Tab de las versiones anteriores de Windows, mostrando miniaturas en tiempo real de las ventanas abiertas, permitiendo una vista previa más clara.

### Windows Flip 3D
Windows Flip 3D mejoraba la función Windows Flip, presentando un efecto tridimensional de las ventanas abiertas. Se activaba con la combinación de teclas Win+Tab. Sin embargo, esta característica fue eliminada en Windows 8 para favorecer las aplicaciones. En Windows 10, la función regresó como una forma rápida de acceder a los distintos escritorios virtuales.

### Aero Peek
Esta opción mostraba una vista preliminar en miniatura de las ventanas minimizadas en la barra de tareas al pasar el cursor sobre su ícono. En Windows 7, algunas de estas miniaturas tenían comandos aplicables. Está función fue eliminada en Windows 11.

### Aero Shake
Introducida por primera vez en Windows 7, esta característica permitía agitar rápidamente una ventana de un lado a otro para minimizar todas las demás ventanas abiertas, similar a la combinación de teclas Win+D. En Windows 10, esta función también era compatible con las Aplicaciones Modernas.

### Aero Snap
También introducida en Windows 7, esta función ajustaba automáticamente las ventanas en proporción geométrica. Al mover una ventana hacia el borde izquierdo o derecho, se ajustaba automáticamente a dicho margen, y al moverla hacia el borde superior, se maximizaba. En Windows 10, esta característica fue mejorada y renombrada como «Acoplar».

### Efectos de apertura y cerrado de ventanas
Windows Aero incluía efectos de apertura y cierre de ventanas con apariciones y desvanecimientos suaves. Esta característica era común en Windows Vista y Windows 7, aunque también estaba presente en sus sucesores.

## Requisitos
Para ejecutar Windows Aero, se requerían los siguientes requisitos mínimos:
- Sistema operativo: Windows Vista Home Premium, Business, Ultimate o Enterprise Edition en versiones de 32 o 64 bits, activado y validado por WGA. Windows Vista Home Basic no incluía Aero Glass. En el caso de Windows 7, las ediciones Home Basic (con Aero incompleto, similar a Windows 7 Starter), Home Premium, Professional, Enterprise o Ultimate, tanto en 32 como en 64 bits, eran necesarias. Aero se activaba independientemente de si la copia de Windows estaba activada o no.
- Memoria RAM: Se necesitaba al menos 1 GB de RAM para soportar todos los efectos de Aero.
- Tarjeta de vídeo: Se requería una tarjeta de vídeo con al menos 128 MB de RAM dedicada, compatible con DirectX 9.0 y Pixel Shader 2.0. Se recomendaban tarjetas de vídeo dedicadas en lugar de integradas en la placa base, con un mínimo de 128 MB de RAM.
- Procesador: Un procesador de al menos 1 GHz era necesario para ejecutar Aero de manera efectiva.

## Tarjetas gráficas soportadas
ATI/AMD/NVIDIA:
- Dedicadas:
  - Radeon 9500 Series
  - Radeon 9550 Series
  - Radeon 9600 Series
  - Radeon 9700 Series
  - Radeon 9800 Series
  - Radeon x300/x550/600 Series
  - Radeon x1050
  - Radeon x700/x800 Series
  - Radeon x1300/x1550/x1600/x1650/x1800/x1900/x1950 Series
  - Radeon HD 2000/3000/4000/5000/6000 Series
  - Geforce FX 5000 Series
  - Geforce 6000/7000/8000/9000 Series
  - Geforce 100/200/300/400 Series
- Integradas:
  - Radeon Xpress 200 IGP
  - Radeon Xpress 1100/1150 IGP
  - Radeon Xpress 1200/1250 Series IGP
  - Radeon x1250 IGP
  - Radeon x2100 IGP
  - Radeon HD 3000/3100/3200/3300 IGP
  - Radeon HD 4200/4250/4290 IGP
  - Radeon HD 6250/6310/6410/6530/6550 IGP
  - Geforce 6150 + nForce 410/430
  - Geforce 7025/7050 + nForce 630a
  - Geforce 7050 + nForce 610i
  - Geforce 7100/7150 + nForce 630i
  - Geforce 8100 + nForce 720a
  - Geforce 8200 + nForce 730a/750a SLI/780a SLI/980a SLI
  - Geforce 9300 + nForce 730i/760i SLI
  - Geforce 8100/8200/8300 IGP
  - Geforce 9300/9400 IGP

Intel:
- Integradas:
  - GMA 950
  - GMA 3000/X3000
  - GMA X3500
  - GMA 3100/X3100
  - GMA 4500
  - GMA 3150
  - HD Graphics 2000
  - HD Graphics 3000
  - HD Graphics 4000